# Fluticason
Fluticason ist ein synthetischer Arzneistoff aus der Gruppe der Glucocorticoide.

## Eigenschaften
Fluticason ist ein synthetisches und fluoriertes Glucocorticoid. Arzneilich verwendet werden die Ester Fluticasonpropionat und Fluticasonfuroat. Fluticasonpropionat ist ein farbloser Feststoff, der als weißes bis fast weißes Pulver vorliegt. Das Molekül ist sehr lipophil. Daher ist es in Wasser fast unlöslich, gelangt aber schnell in die Zellen und bindet an zytosolische Glucocorticoid-Rezeptoren. Der Wirkstoff wird über das Enzym CYP3A4 metabolisiert. Fluticasonpropionat und Fluticasonfuroat sind in ihrer Wirkung nicht identisch, Fluticasonfuroat zeigt überlegene Eigenschaften (bessere Bindung an den Glucocorticoidrezeptor, dadurch weniger Wirkstoff nötig) und sollte nicht mit Fluticasonpropionat gleichgesetzt werden.

## Verwendung
Fluticason ist ein entzündungshemmender, antiallergischer und immunsuppressiver Wirkstoff, der unter anderem zur Behandlung von Asthma bronchiale und obstruktiven Lungenerkrankungen eingesetzt wird. Weitere Indikationsgebiete sind u. a. allergische Rhinitis, Nasenpolypen und Dermatosen.

## Nebenwirkungen
Die häufigsten unerwünschten Wirkungen sind Candida-albicans-Infektionen der Mund- und Rachenschleimhaut (Mundsoor). Häufig werden auch Infekte der oberen Luftwege, Heiserkeit, Lungenentzündung bei COPD-Patienten, Kopfschmerzen, Müdigkeit, Verletzlichkeit der Haut und Blutergüsse beobachtet. Um eine unerwünschte Wirkung auf die Mund- und Rachenschleimhaut zu vermeiden, sollte nach der Inhalation der Mund mit Wasser gespült oder etwas gegessen werden.
Zu den sehr seltenen unerwünschten Wirkungen gehören Quincke-Ödeme, Allergien, Cushing-Syndrom, Hemmung der Nebennierenrinden-Funktion, Wachstumsverzögerung bei Kindern und Jugendlichen, verminderte Knochendichte, Glaukom, Hyperglykämie, Angstgefühl, Schlafstörungen, Verhaltensveränderungen und paradoxer Bronchospasmus.

## Darreichungsformen und Handelsnamen
Fluticason ist als Nasenspray, Pulverinhalat, Suspension zur Inhalation (Dosieraerosol), Creme und Salbe  verfügbar. Es ist in der Schweiz seit 1993 zugelassen.
- Monopräparate: Axotide (CH), Avamys (EU), Flutide (D), Nasofan (CH), Cutivate (AT, CH).
- Kombinationspräparate: mit Salmeterol: Atmadisc (D), Rolenium (D), Seretide (D, CH, A), Viani (D, A), Airflusal (D, A); mit Formoterol: Flutiform (D); mit Azelastin: Dymista (D, USA, LT); mit Vilanterol: Relvar, Revinty (D, CH)